# Nieuwe Kerk (Delft)
Az Nieuwe Kerk (hollandul) Újtemplom, valamint korábban St. Ursulakerk – „Szent Orsolya-templom”) egy református templom a hollandiai Delftben. Az épület a delfti Piactéren áll, a Városházával szemben. Delft városának ez volt a második temploma, megépültét egy jelenés indította el. Kezdetben egy kis fatemplom volt, majd funkcióját fokozatosan átvette a mellette épülő, ma is ismert kőtemplom. A 112 méter magas utrechti Szent Márton-katedrális után ez Hollandia második legmagasabb temploma. 1572-ig a katolikus egyház templomaként szolgált, onnantól kezdve a református egyház használja. Orániai Vilmos halála óta az Újtemplom a holland királyi család temetkezési helye, valamint itt keresztelték meg Jan Vermeer van Delft holland festőt is.

## Története

### A templom építésének mondája
1351-ben egy koldus (Simon testvér) a Piactéren térdre esett. Az 1667-ben íródott Beschrijvinge der Stadt Delft („Delft városánek leírása”) szerint egy bizonyos Jan Col adott neki enni. Így szólt hozzá: „Kedves testvérem, nem látod a menny kapuit nyitva?” Mindketten felnéztek, és a monda szerint egy Szűz Máriának szentelt arany templomot láttak.
A koldus nem sokkal azután meghalt, de a következő harminc évben, minden januárban, Jan Col egy fényes ragyogást látott azon a helyen, ahol Simon testvérrel találkozott. Meg volt arról győződve, hogy azon a helyen egy templomot kell építeni. Amikor két jámbor begina támogatta az elhatározását, sőt egyikük még stigmákat is hordozott, a városi tanács beleegyezett egy templom építésébe azon a helyen. 1381-ben, miután a templomot felszentelték, Jan Col nem látta többé a fényes jelenést.
A templom, amit így építettek fel, egy kis fatemplom volt. Ez volt Delft második temploma, és Újtemplom-nak nevezték el. Igazából ideiglenes templomnak készült, egy sokkal szebb és nagyobb templom előfutáraként.

### Építése

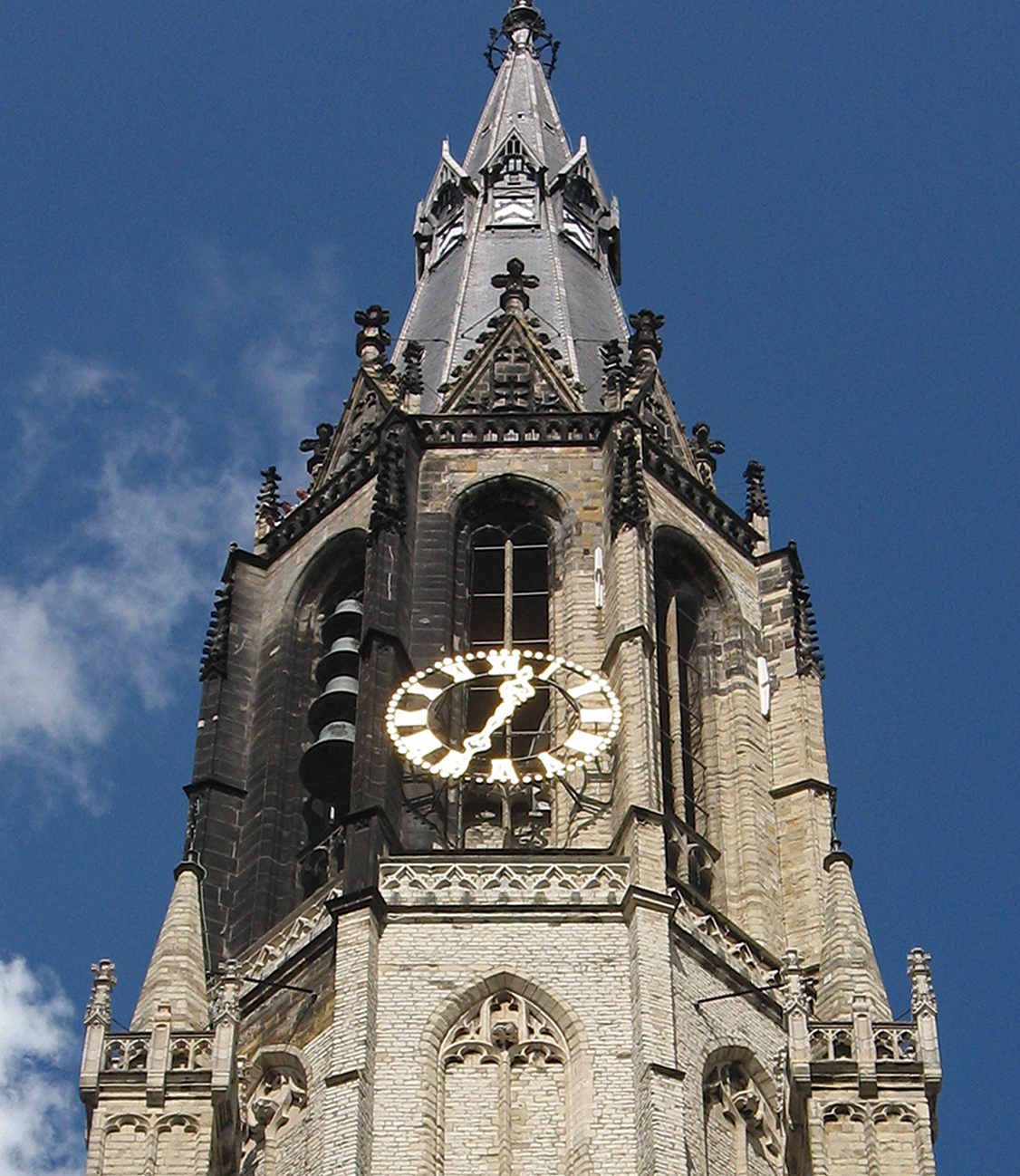
Bentheimi homokkő a torony második szakaszán. Jól látható az elszíneződés

1383-ban a fatemplomtól keletre elkezdték felhúzni a mai templom első falait. Az építkezés 1390 körül fejeződött be, és a templom tornyát abban az évben kezdték el építeni. A torony alsó része 1412-re készült el. Ezt követően az építészek az oldalhajókon dolgoztak, ezt a munkát 1435-re fejezték be. Közben a kis fatemplomot 1420-ig használták. 1440 és 1441 között az építészek az alul még négyszögletű tornyot nyolcoldalúként kezdték folytatni. Az első nyolcoldalú szakasszal 1447-re készültek el, melynek anyaga fehér belga kő volt. 1453 és 1465 között a hátsó hajót egy fedett körfolyosóval egészítették ki, miután a hajót egy magasabbal helyettesítették, ezt 1476 óta használják. 1485 körül a déli oldalhajót meghosszabbították a torony felé és kiegészítették egy keresztelőkápolnával. Ekkor készült el az alagsori könyvtár, és kívül, a hajó mögötti részen a paplak és az északi kapuval szembeni Miasszonyunk-kápolna is. A Régi templom mintájára az Újtemplomot is Anthonis Keldermans tervei szerint szélesítették, de az alapoknak csak egy részét fektették le. 1484-ben úgy döntöttek, hogy ugyanilyen módon folytatják a torony építését. A második szakasz világossárga Bentheimi homokkőből készült volna, de amikor a templom építtetői meglátták a kő mennyiségét, attól tartottak, hogy a súlya alatt összedől a torony, így annak építése nyolc évig állt. Csak 1494-ben merték folytatni az építkezést, és egy évvel később a második nyolcoldalú szakasz is elkészült. 1496. szeptember 6-án a tornyot fából készült, alma formájú toronnyal fedték be. Jelenleg a második szakasz színe szürkésfekete, de nem az eredeti tervek szerint, hanem  úgy tűnik, hogy a bentheimi kő nem áll ellen az időjárásnak.

### A templom szimbolikája és védőszentje
A templom brabanti gótikus stílusban épült. Alaprajza a szokásos keresztény szimbolikát követi, a keresztforma Krisztust, a tizenkét oszlop a tanítványokat, a négy központi oszlop az evangélistákat jelképezi. Eredetileg Szűz Máriának szentelték a templomot, de 1404-ben Szent Orsolya lett a templom védőszentje (neve egy időben Szent Orsolya templom volt). 1572-től a templom a református egyházhoz tartozik.

### Természeti csapások
1536. május 3-án villám csapott a templom tornyába. Az erős szél hatására a láng a templomtól nyugatra mindent elpusztított Delftben, a torony egy része is leégett, az orgona, a harangok és az ólomüveg ablakok is a tűz martalékai lettek, a tető beomlott. A végtelenség jelképét egy kisebb toronysisakkal helyettesítették, de 1872-ben abba is villám csapott, ezt követően épült a mai toronysisak, így lett a templom 108,75 méter magas. Nem a tűzvész volt az egyetlen esemény, ami nyomot hagyott a templomon: 1654. október 12-én a delfti lőportár felrobbanásakor a tető és az ablakok megsemmisültek. Még azon a télen megkezdték a templom felújítását, és 1655-ben nyitották meg újra.

### A királyi család temetkezési helye
1584-ben Orániai Vilmost itt helyezték végső nyugalomra, mauzóleumát Hendrik és Pieter de Keyser készítette. Azóta az Orániai-Nassaui-ház tagjait ide, a királyi kriptába temetik. A legutolsó temetés Julianna holland királynőé és férjéé, Berhard holland hercegé volt 2004-ben. A királyi kripta zárva van a látogatók előtt.

## A templom felépítése

### A templom üvegablakai

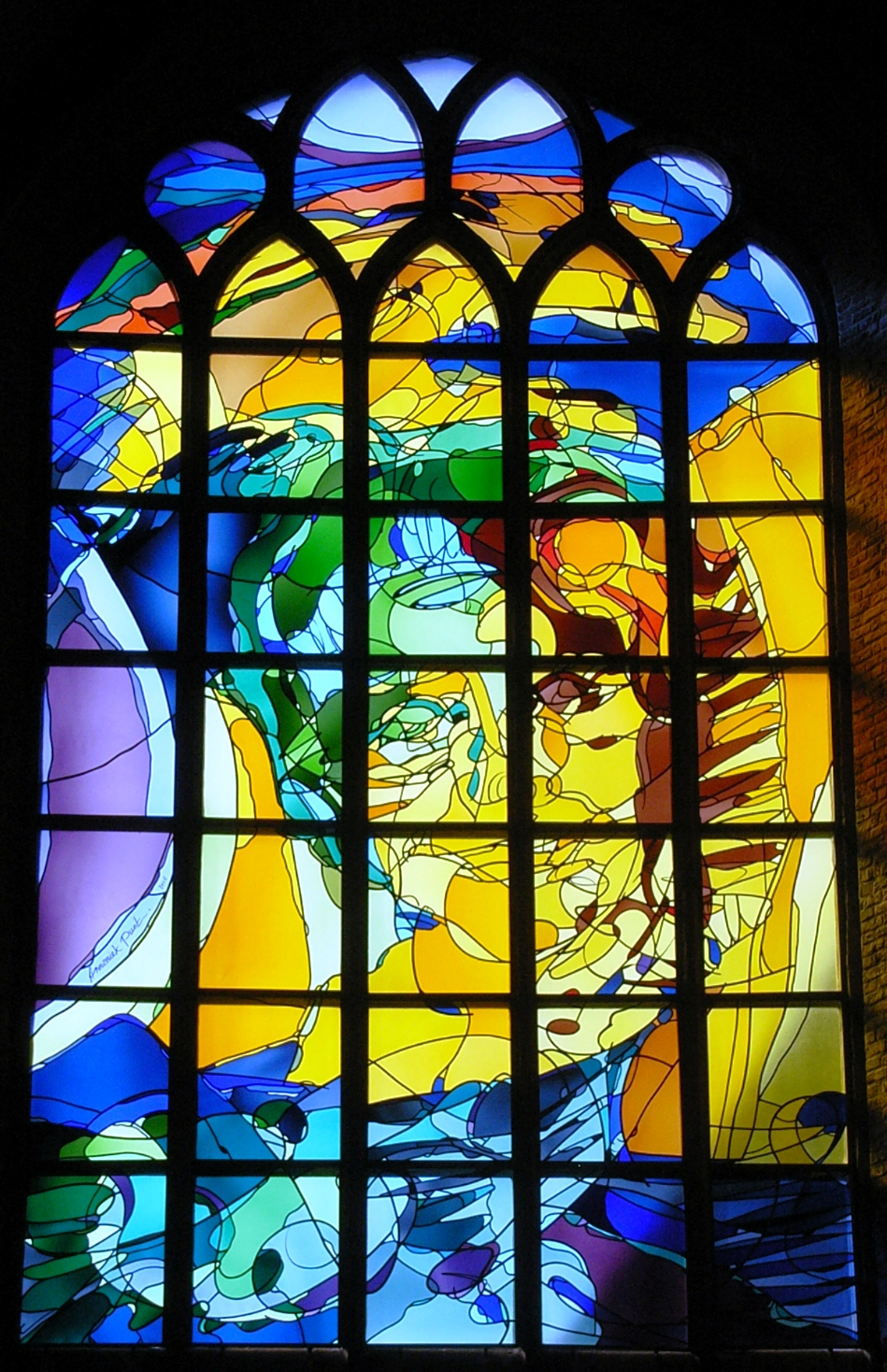
A templom egyik ablaka: Jairus lánya

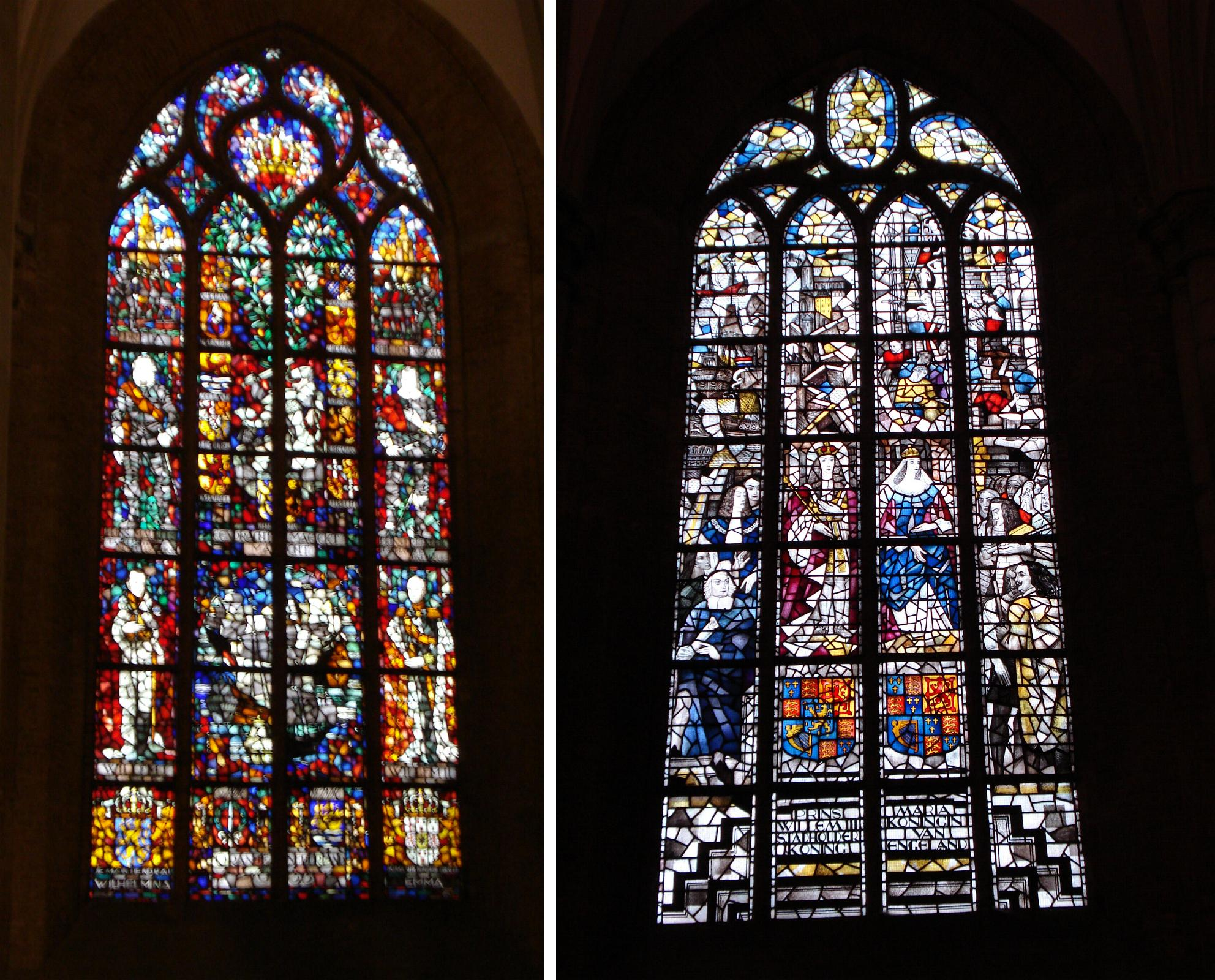
Két másik üveg

A templom üvegablakai két ízben károsodtak a történelem folyamán. Először az 1536 májusi tűzvész során, másodszor a lőportár felrobbanásakor, 1654 októberében. Majdnem három évszázadig tartott, míg új ólomüvegek elkészültek a templom számára, addig az ablakokat ideiglenesen befalazták vagy közönséges üveggel befedték.
Vilma királynő ezüstjubileumának tiszteletére 1923-ban egy holland származású amerikai, Edward W. Bok, a Vilma nevű ólomüveget adományozta a templom számára. Ez az üveg a templom déli apszisában található. 1927 és 1936 között az északi átjáró összes üvegét ólomüvegre cserélték. Ezen képek nagy többségét Willem van Konijnenburg készítette.
A képek részletes listája:
| Címe                                   | Tárgya | Készítője               |
| -------------------------------------- | --- | ----------------------- |
| Vilma-ablak                            | Vilma királynő tiszteletére.                                                                                                 | Willem van Konijnenburg |
| A Zeeland-ablak                        | Az orániai hercegnek, Veere márkijának, Zeeland tartománynak és számos zeelandi városnak a címere                            | Georg Rueter            |
| Mózes és a tízparancsolat (1)          | Mózes és a tízparancsolat, balján az égő csipkebokor                                                                         | Willem van Konijnenburg |
| Mózes és a tízparancsolat (2)          | A bibliai példabeszéd ábrázolása                                                                                             | Willem van Konijnenburg |
| Krisztus születése                     | Lukács könyvének második fejezete                                                                                            | Willem van Konijnenburg |
| Dániel próféciája az Örök Királyságról | II. Nabú-kudurri-uszur hódítása                                                                                              | Willem van Konijnenburg |
| A brédai grófság ablaka                | A Nassaui-család belépése a holland történelembe                                                                             | Willem van Konijnenburg |
| Vilmos herceg ablaka                   | Orániai Vilmos a pápa, Luther Márton és Kálvin János, II. Fülöp spanyol király és V. Károly német-római császár társaságában | Georg Rueter            |
| Az orániai ablak                       | Az Oránia-család és Hollandia közötti kapocs                                                                                 | Jaap Gidding            |
| III. Vilmos és Mária ablaka            | A királyi pár és fő tanácsadói                                                                                               | Willem van Konijnenburg |
| A királyi ablak                        | Nassaui Julianna és fia, Vilmos                                                                                              | Willem van Konijnenburg |
| Hazájának szolgálata szeretetben       | Emma királynő emlékére | Willem van Konijnenburg |
| Jézus áldása                           | Jézus áldást oszt | Willem van Konijnenburg |
| János jelenései                        | János első jelenései | Henri van der Stok      |
| A tengeri koldusok ablaka              | Hollandia tengeri szerepéről                                                                                                 | Willem van Konijnenburg |
| A Hugo Grotius-ablak                   | Hugo Grotius élete 14 részletben                                                                                             | Joep Nicolas            |
| Jairus lánya                           | Jairus lányának feltámasztása                                                                                                | Annemiek Punt           |

### A templom orgonája és harangjai

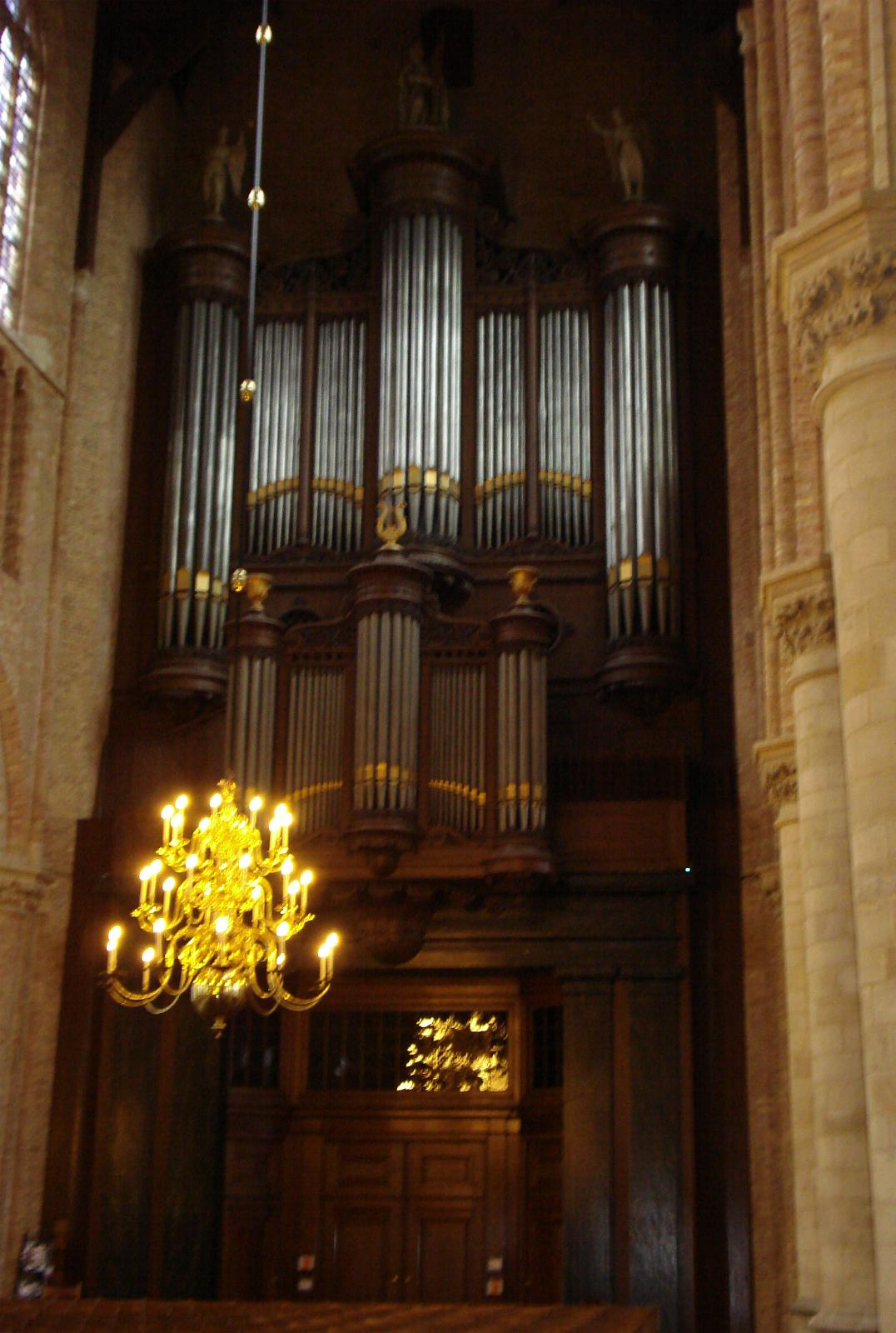
A templom orgonája

Az Újtemplom orgonáját 1837 és 1839 között építették az utrechti J. Bätz és társa orgonakészítők. A régi orgonát Bätz 1836-ban megvizsgálta és nem volt jó véleménnyel róla. Rendezetlen kacatnak nevezte, amiben csak a fúvókák működőképesek. A jelenlegi orgonát 1839-ben állították szolgálatba. Eredetileg 42 regisztere volt, három billentyűsorra és egy pedálra osztva. A későbbi bővítés során a regiszterek számát 48-ra növelték. Az orgonának több mint 3000 sípja van. Az Újtemplomban rendszeresen tartanak orgonakoncerteket.
A harangok a toronyban 1660-tól állnak, a francia François Hemony öntötte őket. A 36 harang öntéséhez a városháza harangjait használta fel, mivel azok az 1618-as tűzvészben súlyosan megsérültek.

## A királyi kriptában eltemetett személyek

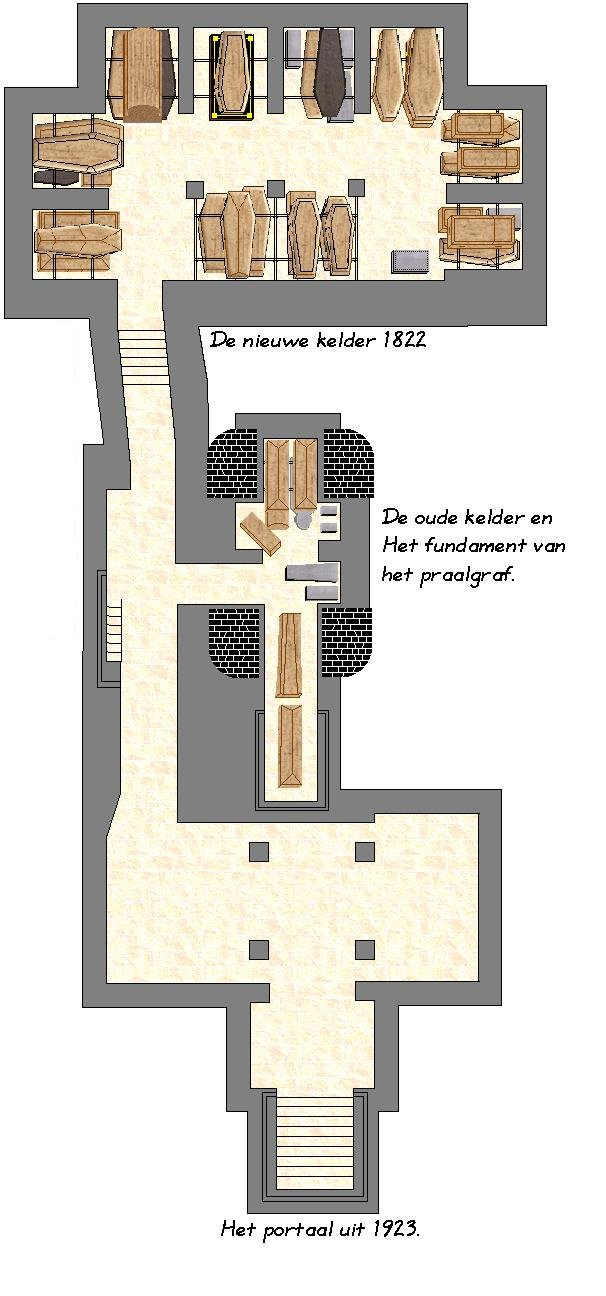
A királyi kripta

A régi kriptában tizenegy embert temettek el:
- Orániai Vilmos (1584)
- Louise de Coligny (1621)
- Nassaui Maurice (1625)
- Erzsébet, Frigyes Henrik orániai herceg lánya (1630)
- Isabella Charlotte, Frigyes Henrik orániai herceg lánya (1642)
- Frigyes Henrik orániai herceg (1647)
- Catharina Belgica nassaui bárónő (1648)
- Solms-Braunfels-i Amália (1675)
- Három ismeretlen személy

Az új kriptában 35 ember nyugszik:
- II. Vilmos orániai herceg (1651)

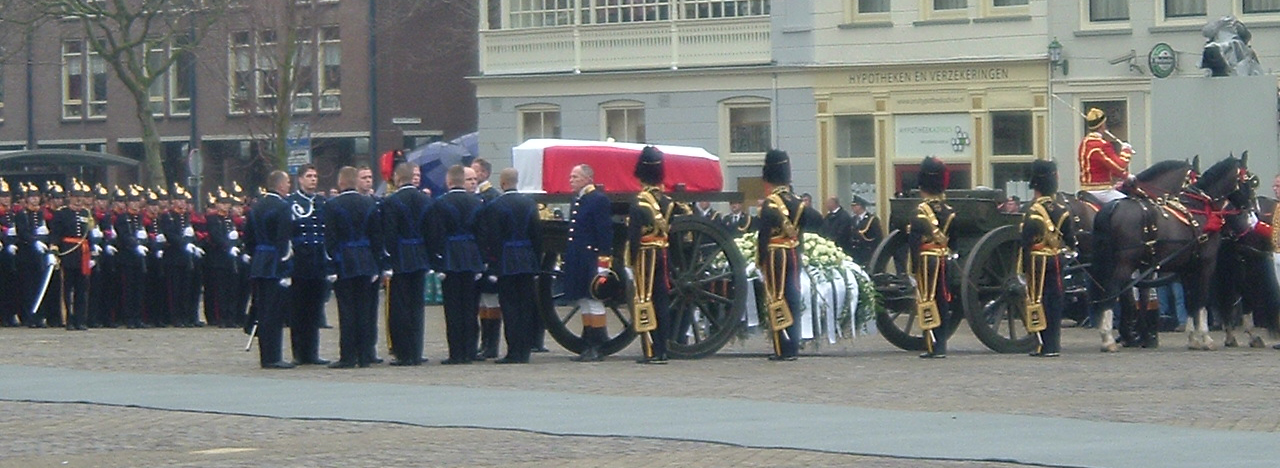
Bernát herceg temetése

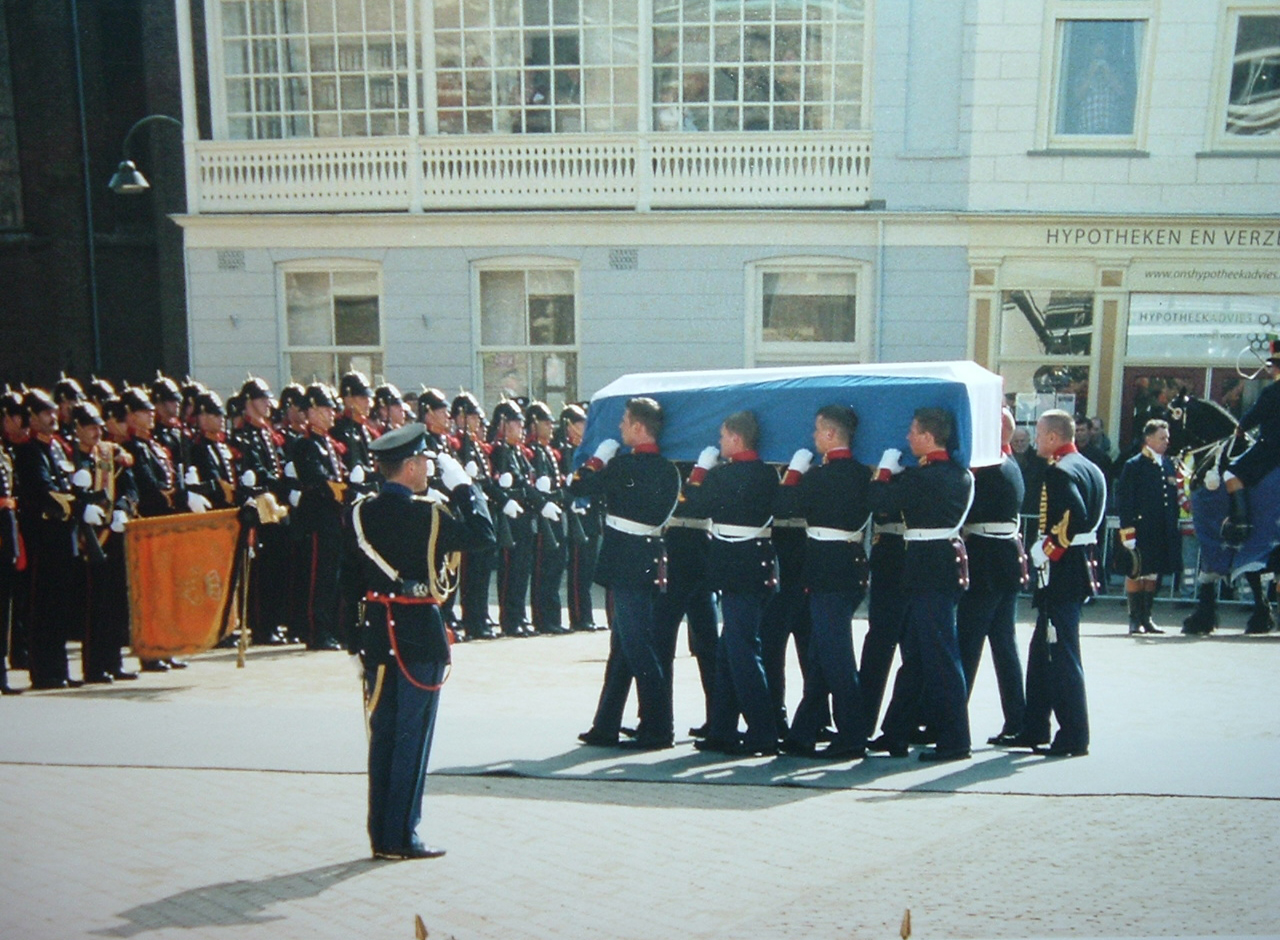
Julianna királynő temetése

- IV. Vilmos orániai herceg legidősebb lánya (1736)
- IV. Vilmos orániai herceg (1751)
- Anna orániai hercegnő (1759)
- George Willem Belgicus, Carolina orániai-nassaui hercegnő fia (1762)
- Carolina orániai-nassaui hercegnő gyereke (1767)
- V. Vilmos orániai herceg legidősebb fia (1769)
- Vilmos György Frigyes, V. Vilmos orániai herceg fia (1896)
- Pauline orániai-nassaui hercegnő (1911)
- V. Vilmos orániai herceg (1958)
- Frederika Lujza Vilma, VI. Vilmos orániai herceg lánya (1819)
- Vilma porosz hercegnő (1822)
- Ernő Kázmér holland herceg (1860)
- Vilmos Frigyes Miklós Károly, Frigyes holland herceg fia (1834)
- Porosz Vilma (1837)
- I. Vilmos holland király (1844)
- Vilmos Frigyes Miklós Albert, Frigyes holland herceg fia (1846)
- Sándor holland herceg (1848)
- II. Vilmos holland király (1849)
- Maurice holland herceg (1850)
- Anna holland királyné (1865)
- Lujza porosz hercegnő (1870)
- Szász-Weimari-Eisenachi Amália (1872)
- Zsófia holland királyné (1877)
- Henrik holland herceg (1879)
- Vilmos orániai herceg (1879)
- Frigyes holland herceg (1881)
- Sándor orániai herceg (1884)
- III. Vilmos holland király (1890)
- Waldecki Emma holland királyné (1934)
- Mecklenburgi Henrik holland herceg (1934)
- Vilma holland királynő (1962)
- Claus holland herceg (2002)
- I. Julianna holland királynő (2004)
- Bernát holland herceg (2004)

## Galéria

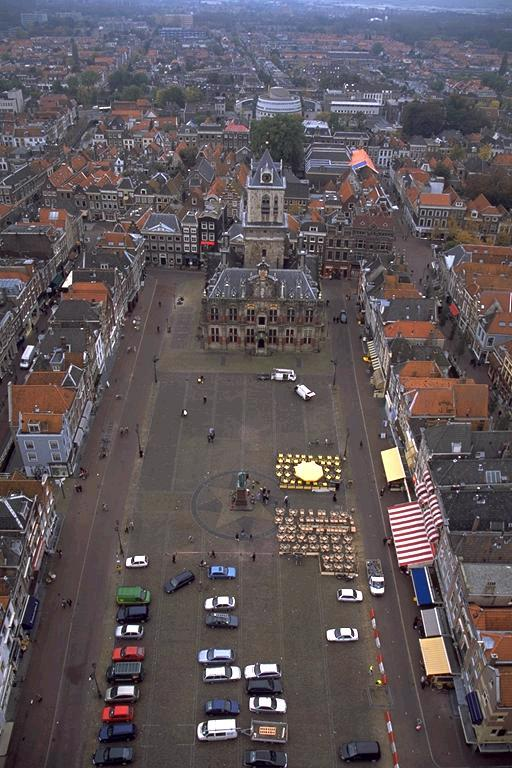
A Piactér a toronyból nézve
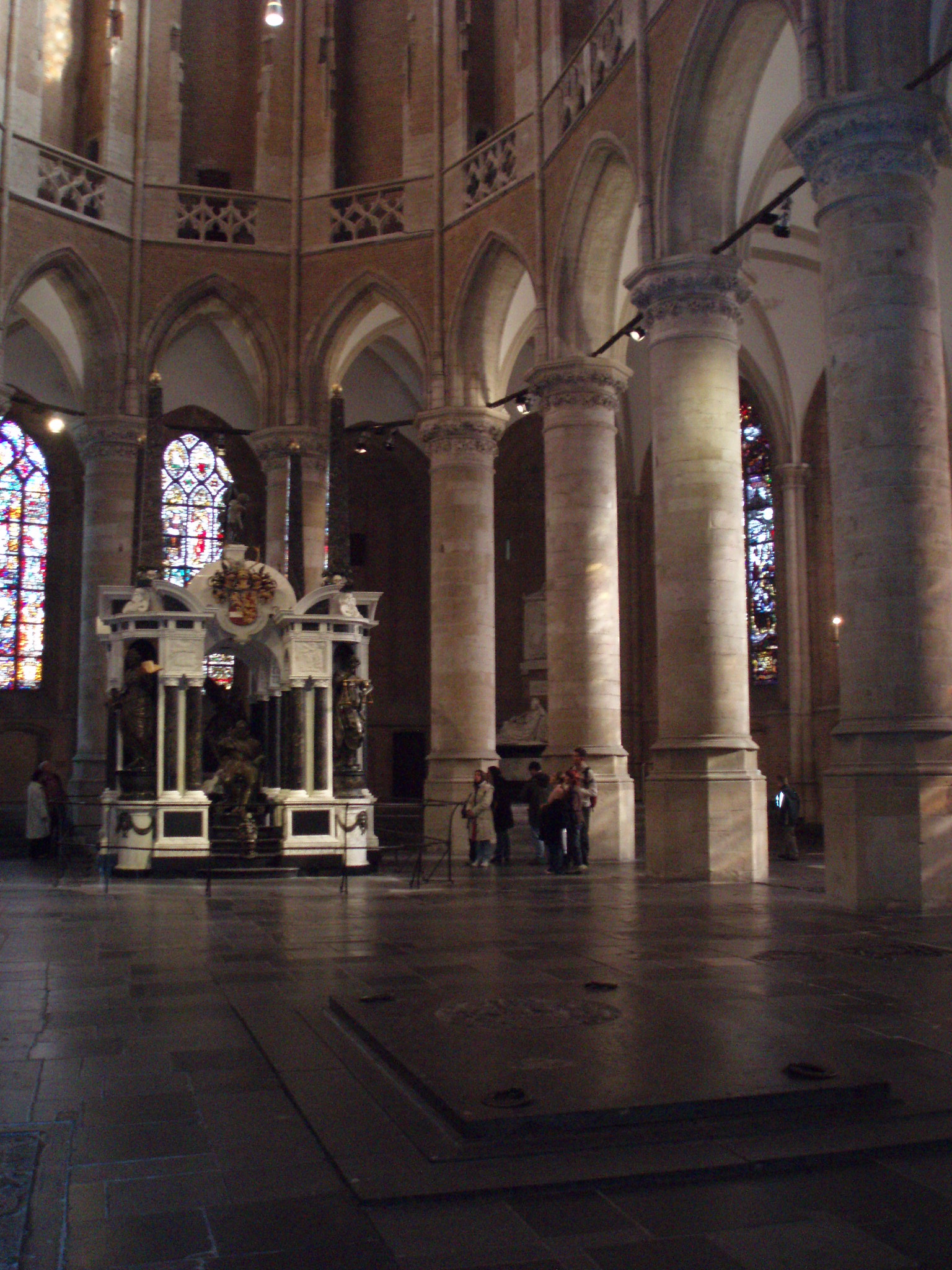
Orániai Vilmos mauzóleuma
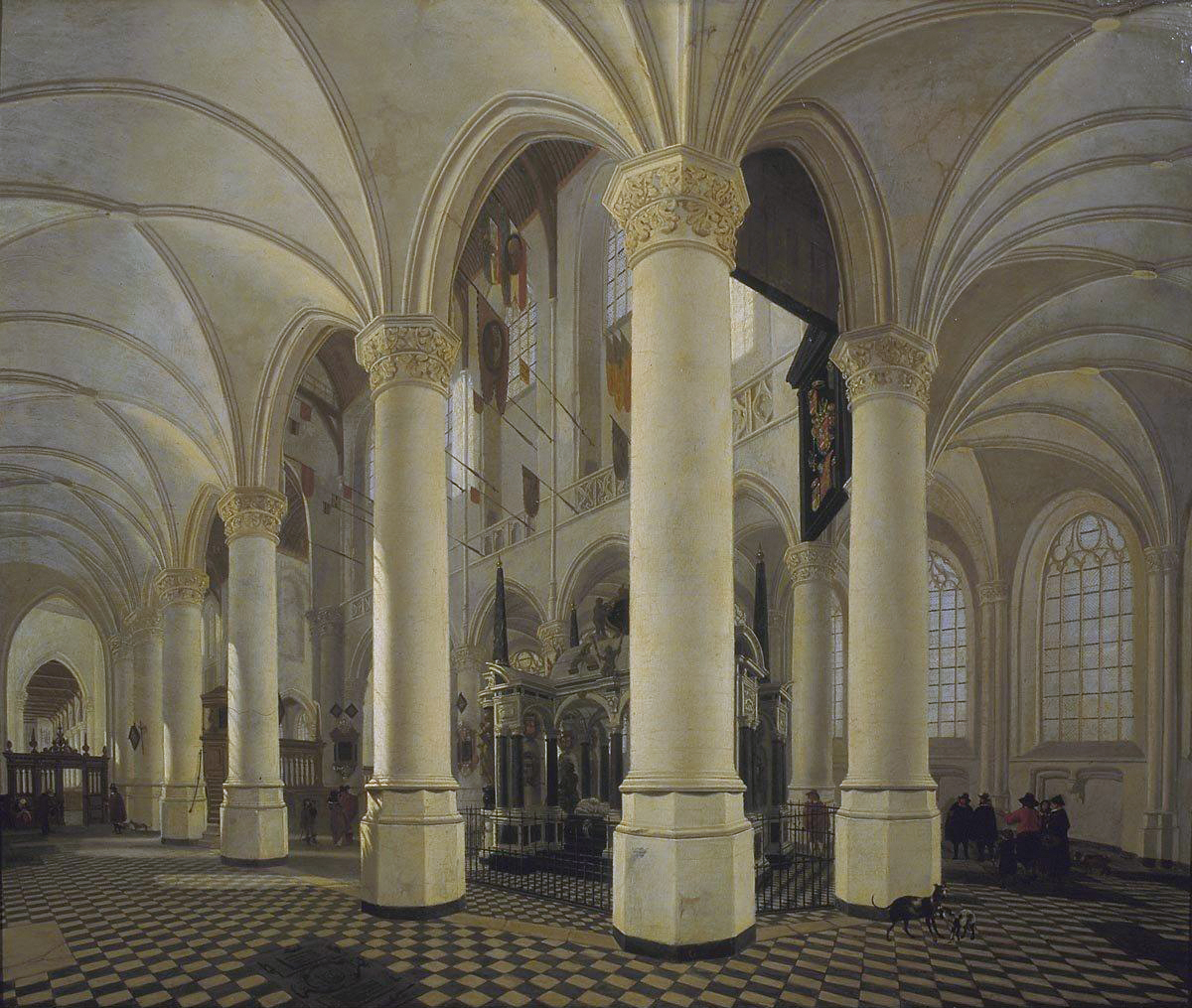
A templom belseje egy 17. századi festményen (Gerard Houckgeest)
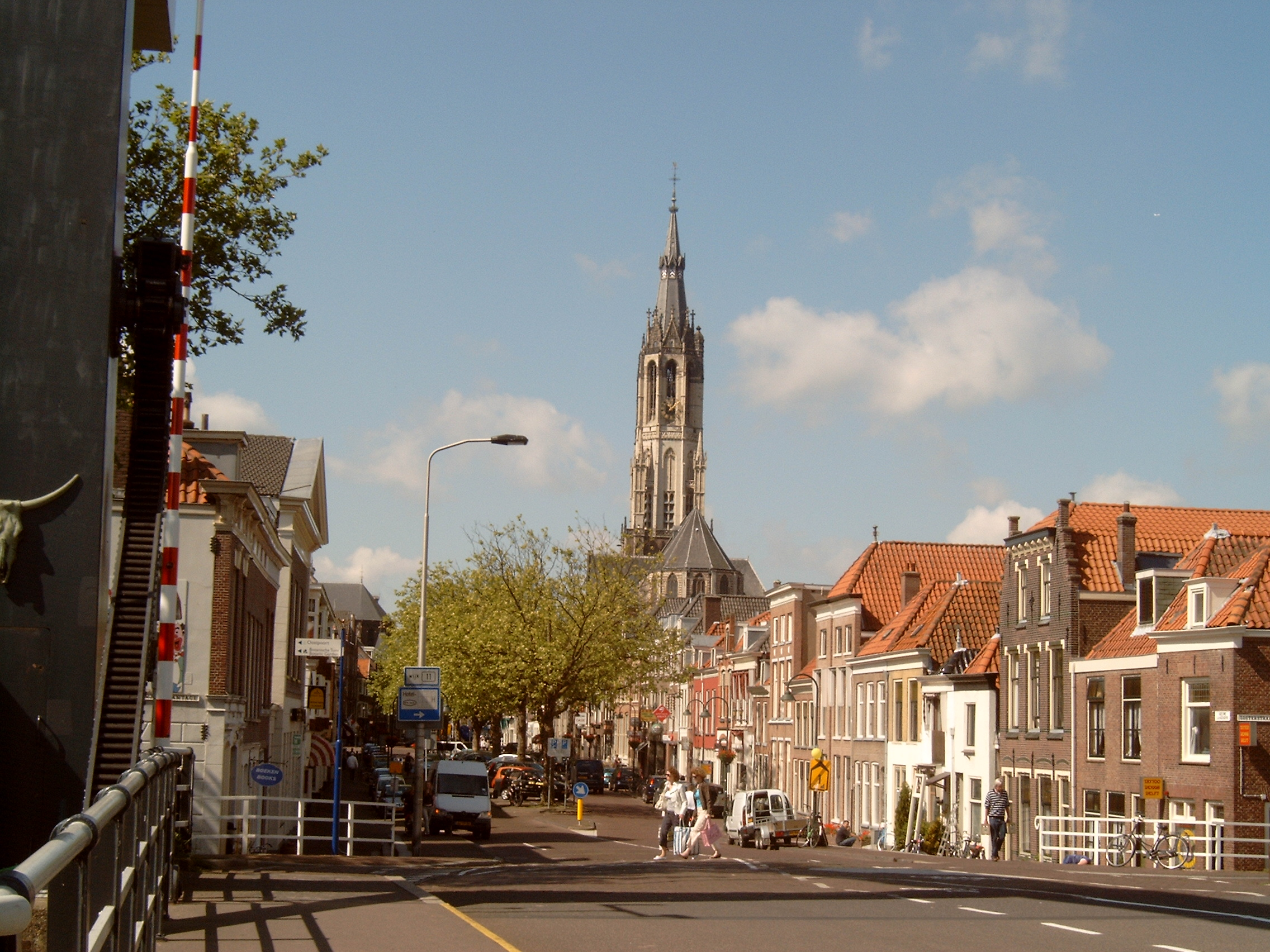
Az Újtemplom a Koepoortbrug felől nézve
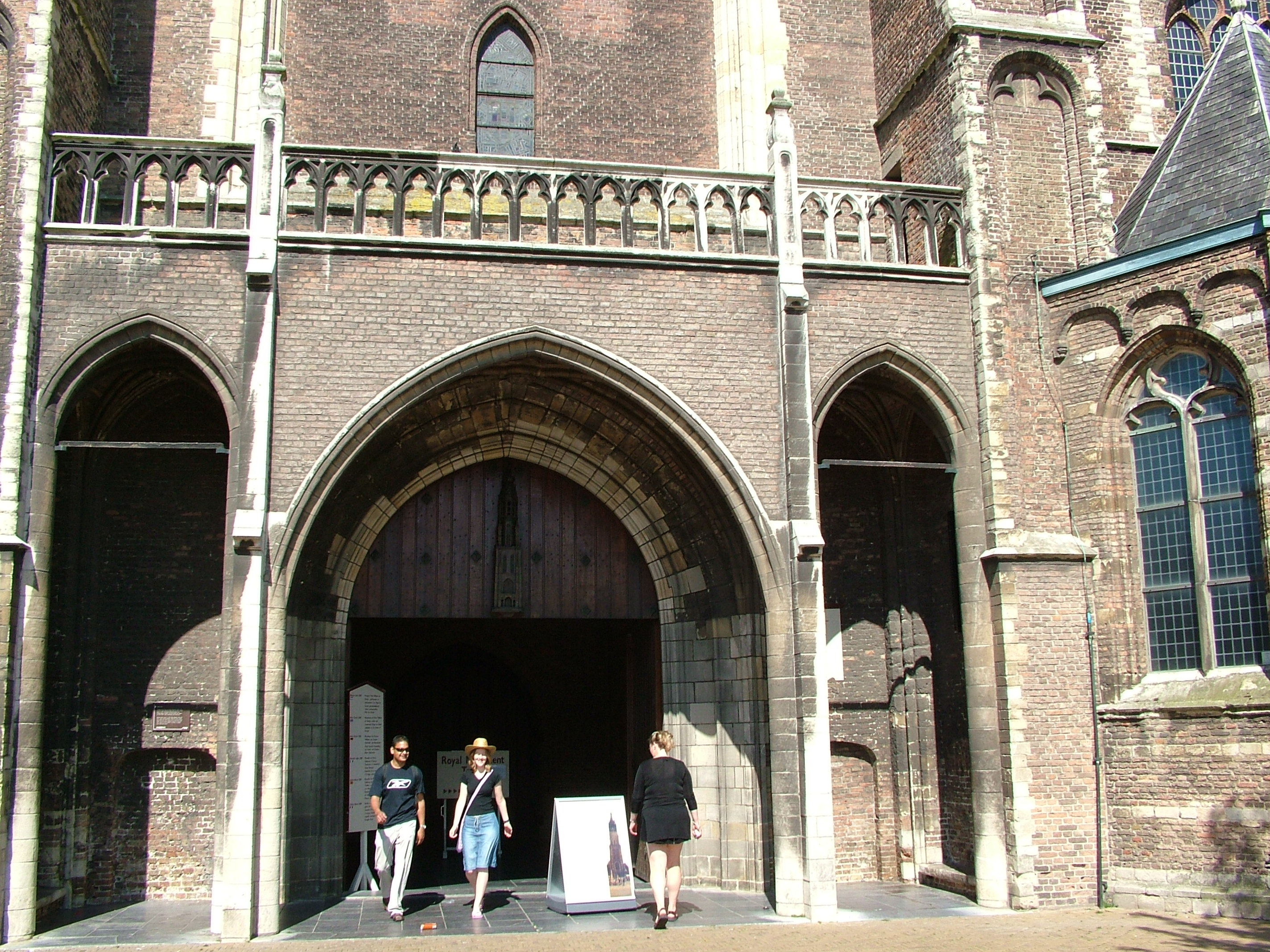
Az Újtemplom egyik kapuja
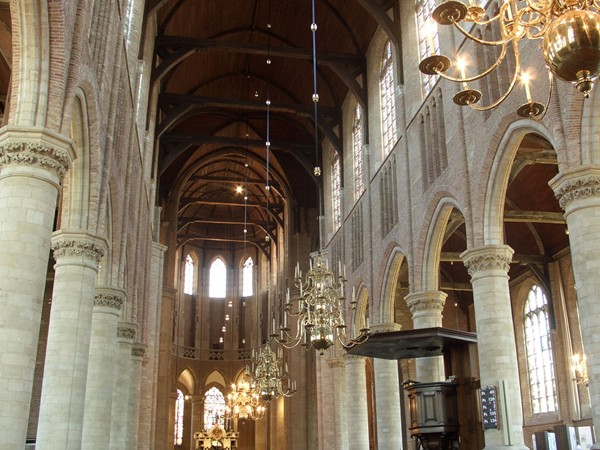
A templom belseje
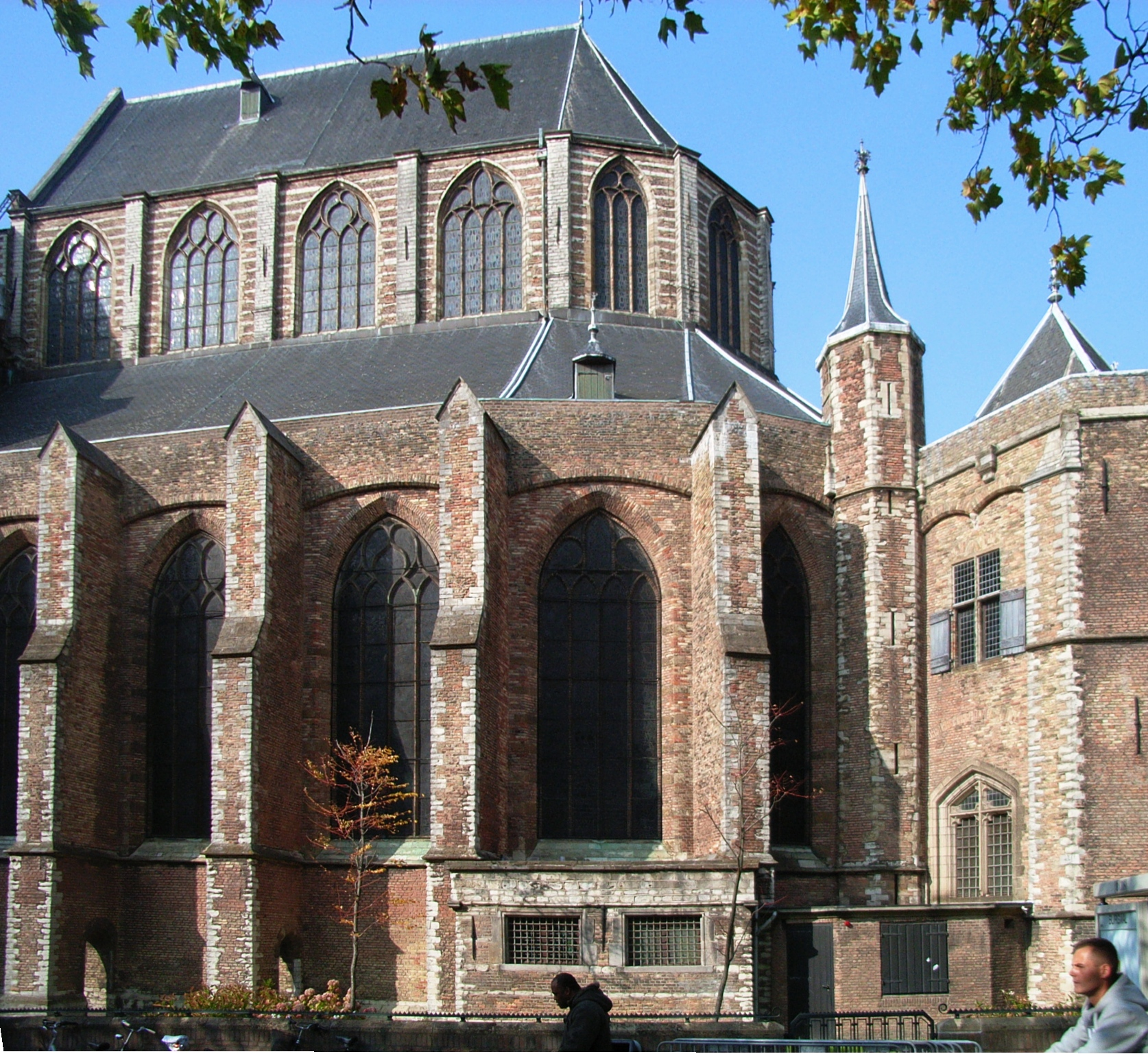
A templom hátsó hajója
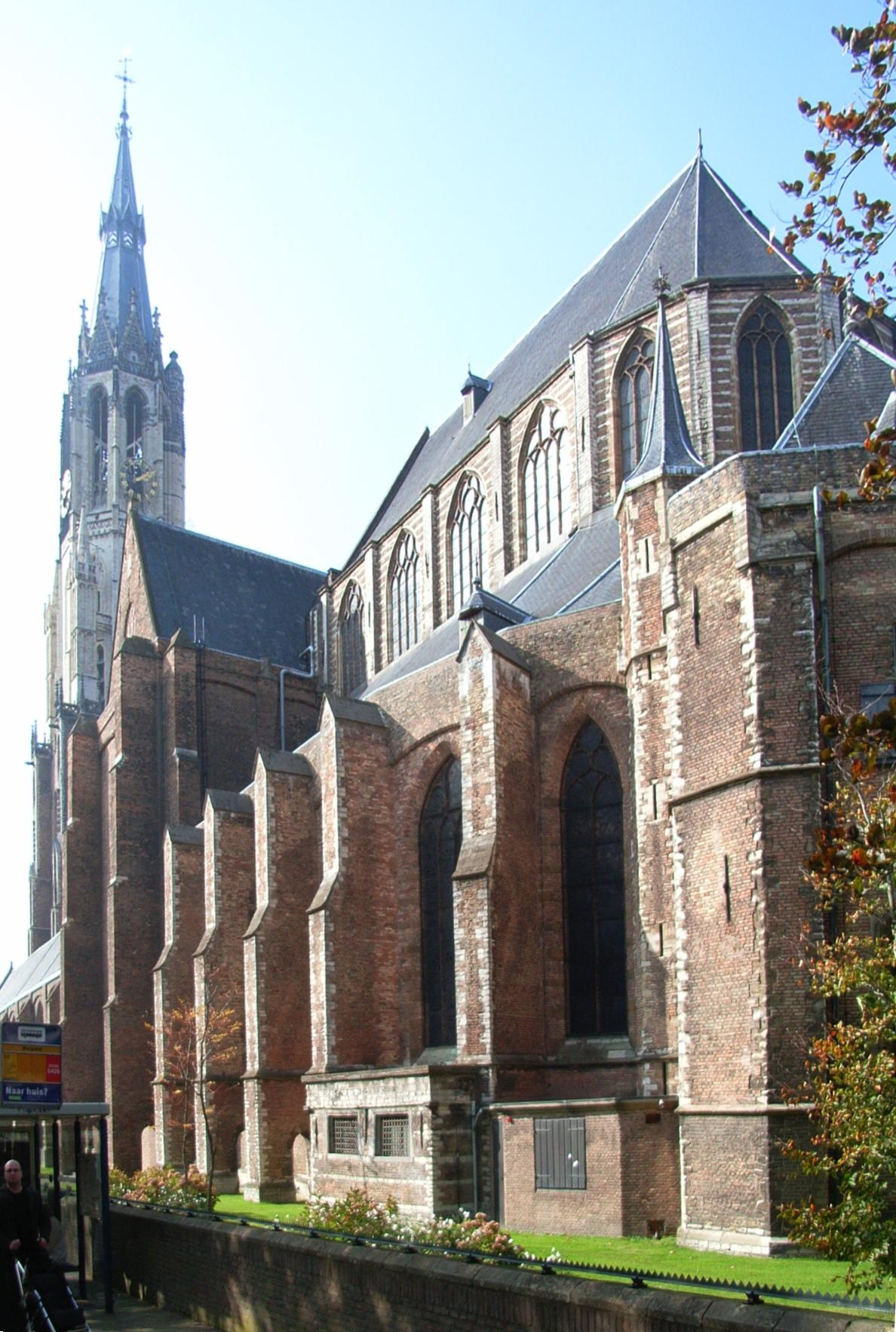
A templom oldala